# 40436 Sylviecoyaud
40436 Sylviecoyaud este un asteroid din centura principală de asteroizi.

## Descriere
40436 Sylviecoyaud este un asteroid din centura principală de asteroizi. A fost descoperit pe 10 septembrie 1999 la Campo Catino la Observatorul Campo Catino. Asteroidul prezintă o orbită caracterizată de o semiaxă mare de 2,58 ua, o excentricitate de 0,14 și o înclinație de 5,0° în raport cu ecliptica.